# Хайбол

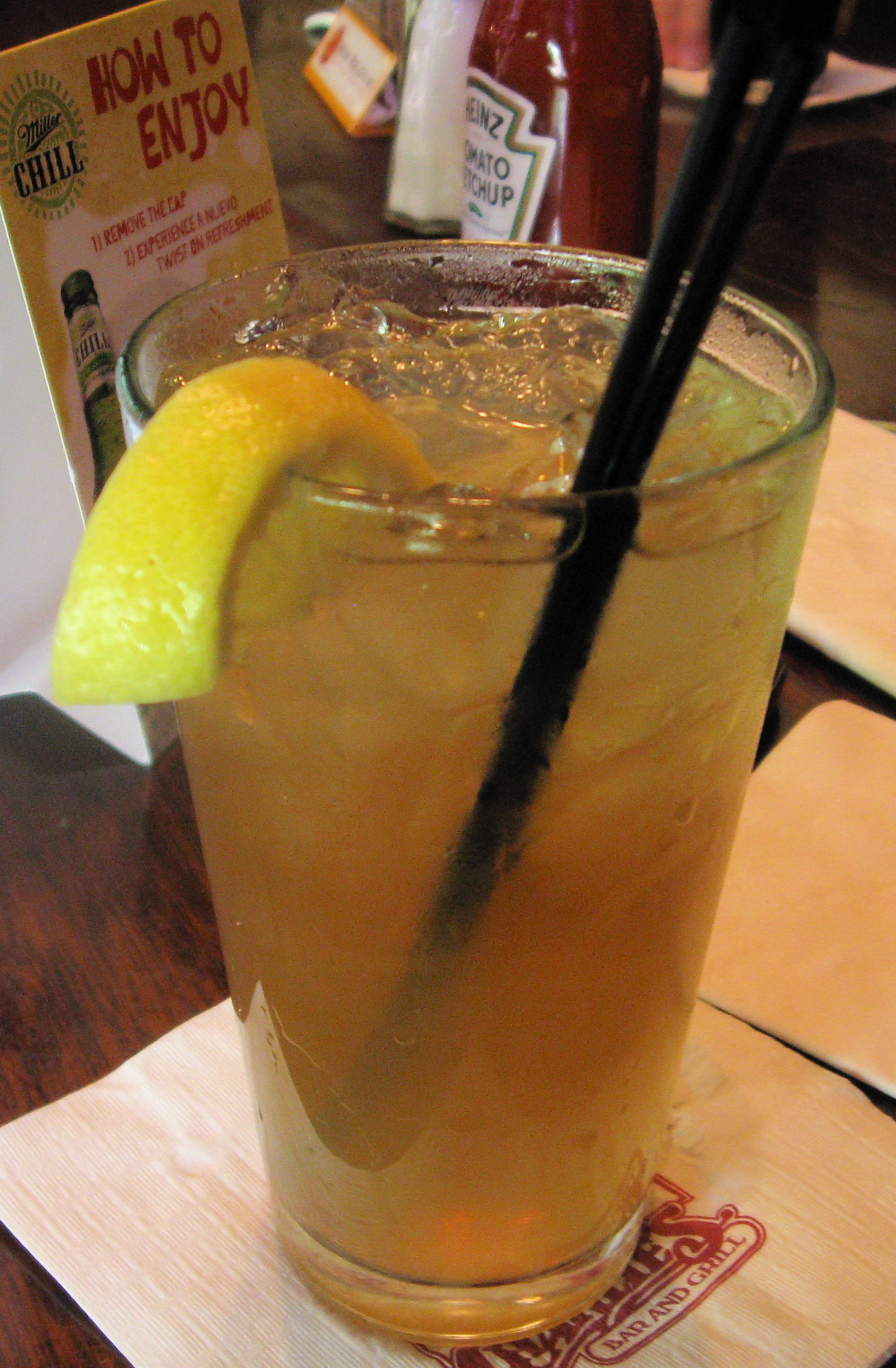
Чай з льодом в склянці «гайбол»

Ха́йбол, або гайбол (англ. highball, досл. «верхнє положення залізничного семафора») — висока склянка, яка використовується для «простих» сумішей на основі високоградусних напоїв і содової, а також вид алкогольних коктейлів, що традиційно подаються в такій посудині.
Також можливе подання у таких склянках  прохолождувальних (алкогольних або безалкогольних) напоїв  з великою кількістю дробленого льоду. 
За розміром склянка хайбол менша, ніж колінз, але набагато більша, ніж шот. Стандартним є об'єм у 270 мл (9 унцій).

## Список хайбол-коктейлів
- Карибу Лу (Caribou Lou) — ром Bacardi 151, лікер «Малібу», сік ананаса.
- Куба лібре — ром, кола, сік лайма.
- Імбирне віскі (Ginger Whisky) — канадське віскі, імбирний ель.
- Джин-тонік — джин і тонік.
- Ром-кола — ром і кока-кола.
- Джек і кола (Jack and Coke) — віскі Jack Daniel's і кока-кола.
- Бурбон-гайбол (Bourbon Highball) — бурбон, імбирний ель чи напій з лимоном.
- Марка Ліббі (Libbi's Label) — сік апельсина, ром.
- Ґрейгаунд (Greyhound) — традиційно джин, зараз часто горілка, сік грейпфрута. Якщо вінця склянки покривають сіллю, то він називається «Солоний собака» (Salty Dog).
- Лонкеро (Lonkero) — джин і напій з грейпфрутом чи сік грейпфрута.
- Лонг-Айленд (Long Island Iced Tea) — горілка, текіла, білий ром, трипл-сек, джин, сік лимона, цукровий сироп з гуміарабіком, кола.
- Мохіто — білий ром, цукор, лайм, газована вода, м'ята.
- Московський мул (Moscow Mule) — горілка, імбирне пиво, лайм, подають у мідних чарках.
- Келих Пімма (Pimm's Cup) — стакан крюшону Pimm's № 1, імбирний ель, напій з лимоном чи лаймом, або газована вода.
- Піскола — піско, кола, лід.
- Викрутка (Screwdriver) — сік апельсина, горілка.
- Сім і сім (Seven and Seven) — віскі 7 компанії Seagram's і напій 7 Up, оздоблений скибкою цитрини.
- Темрява та буря (Dark and Stormy) — ром Gosling's та імбирне пиво.
- Текіла-тонік (Tequila and Tonic) — текіла, тонік і скибка лимона чи лайма.
- Кривава Мері — сік томатний, сік лимона, приправи (вустерський соус, сіль, соус табаско) і горілка, оздоблюється селерою.
- Май-Тай (Mai Tai) — білий ром, сік лимона, темний ром, апельсиновий кюрасао, оршад, льодяниковий сироп (rock candy syrup)
- Техаський гайбол (Texas Highball) — віскі Jack Daniel's, солодкий чай, лід і лимон.
- Горілка-сода (Vodka Soda) — горілка і содова вода (club soda).
- Ірландська автомобільна бомба (Irish Car Bomb) — пиво «Гінесс» і чарка наполовину віскі Jameson[en] і наполовину лікеру «Бейліс»